# Hohenfels (Bade-Wurtemberg)
Pour les articles homonymes, voir Hohenfels.
Hohenfels est une commune de Bade-Wurtemberg (Allemagne), située dans l'arrondissement de Constance, dans le district de Fribourg-en-Brisgau.